# Karlebytorp

Karlebytorp är en gård i Appuna socken, Mjölby kommun, Östergötlands län. Gården bestod av 1½ mantal.